# Vinhais (freguesia)
Vinhais es una freguesia portuguesa del municipio de Vinhais, con 33,76 km² de superficie y 2.382 habitantes (2001). Su densidad de población es de 70,6 hab/km².